# 알리탈리아의 운항 노선
알리탈리아는 다음과 같은 노선을 운항하고 있다.

## 운항 노선

### 아시아

#### 동아시아
- 일본
  - 도쿄
    - 하네다 국제공항
    - 나리타 국제공항

#### 남아시아
- 몰디브
  - 말레 - 말레 국제공항 계절편
- 인도
  - 뉴델리 - 인디라 간디 국제공항 계절편

#### 서남아시아
- 레바논
  - 베이루트 - 베이루트 라픽 국제공항
- 요르단
  - 암만 - 퀸 알리아 국제공항 계절편
- 이스라엘
  - 텔아비브 - 벤구리온 국제공항

### 아프리카

#### 남아프리카
- 남아프리카 공화국
  - 요하네스버그 - OR 탐보 국제공항

#### 동아프리카
- 모리셔스
  - 포트루이스 - 시우 사구르 람굴람경 국제공항 계절편

#### 북아프리카
- 모로코
  - 카사블랑카 - 모하마드 V 국제공항
- 알제리
  - 알제 - 우아리 부메디엔 공항
- 이집트
  - 카이로 - 카이로 국제공항
  - 샤름엘셰이크 - 샤름엘셰이크 국제공항 계절편
- 튀니지
  - 튀니스 - 튀니스 카르타고 국제공항

### 유럽

#### 서유럽
- 영국
  - 런던
    - 런던 히드로 국제공항
    - 런던 시티 공항

  - 에든버러 - 에든버러 공항 계절편
- 프랑스
  - 파리
    - 파리 샤를 드 골 국제공항
    - 파리 오를리 공항

  - 니스 - 니스 코트다쥐르 공항
  - 마르세유 - 마르세유 프로방스 공항
  - 툴루즈 - 툴루즈 블라냑 공항
- 독일
  - 베를린 - 베를린 브란덴부르크 국제공항
  - 뒤셀도르프 - 뒤셀도르프 국제공항
  - 뮌헨 - 뮌헨 국제공항
  - 슈투트가르트 - 슈투트가르트 공항
  - 쾰른 - 쾰른 본 공항
  - 프랑크푸르트 - 프랑크푸르트 국제공항
  - 함부르크 - 함부르크 공항
- 네덜란드
  - 암스테르담 - 암스테르담 스키폴 국제공항
- 룩셈부르크
  - 룩셈부르크 시티 - 룩셈부르크 핀델 국제공항
- 벨기에
  - 브뤼셀 - 브뤼셀 국제공항

#### 중유럽
- 스위스
  - 제네바 - 제네바 국제공항
  - 취리히 - 취리히 국제공항

#### 남유럽
- 그리스
  - 아테네 - 아테네 국제공항
  - 로도스 - 로도스 국제공항 계절편
  - 미케노스 - 미케노스 국제공항 계절편
  - 코르푸 - 코르푸 국제공항 계절편
  - 케팔로니아 - 케팔로니아 국제공항 계절편
  - 테살로니키 - 테살로니키 국제공항 계절편
  - 헤라킬리온 - 헤라킬리온 국제공항 계절편
- 몰타
  - 발레타 - 몰타 국제공항
- 스페인
  - 마드리드 - 마드리드 바라하스 국제공항
  - 바르셀로나 - 바르셀로나 엘프라트 국제공항
  - 말라가 - 말라가 공항
  - 메노르카 - 메노르카 공항 계절편
  - 발렌시아 - 발렌시아 공항
  - 이비자 - 이비자 공항 계절편
  - 테네리페 - 테네리페 노스 공항 계절편
  - 팔마데마요르카 - 팔마데마요르카 공항 계절편
- 몬테네그로
  - 포드고리차 - 포드고리차 국제공항
- 알바니아
  - 티라나 - 티라나 국제공항
- 이탈리아
  - 로마 - 레오나르도 다 빈치 국제공항 허브
  - 나폴리 - 나폴리 국제공항
  - 라메지아 테르메 - 라메지아 테르메 국제공항
  - 람페두사섬 - 람페두사 공항 계절편
  - 레조디 칼라브리아 - 레조디 칼라브리아 공항
  - 밀라노
    - 밀라노 말펜사 국제공항 포커스 시티
    - 밀라노 리나테 공항 허브

  - 바리 - 바리 카롤 보이티와 공항
  - 베니스 - 베니스 마르코 폴로 국제공항
  - 베로나 - 베로나 빌라프란카공항
  - 베르가모 - 올리오 알 세리오 국제공항
  - 볼로냐 - 굴리엘모 마르코니 국제공항
  - 브린디시 - 브린디시 공항
  - 알게로 - 알게로 페르틸리아 공항
  - 올비아 - 코스타 스메랄다 공항
  - 제노아 - 크리스토퍼 콜롬보 국제공항
  - 카나리아 - 카나리아 폰타나로사 공항 포커스 시티
  - 칼리아리 - 칼리아리 엘마스 공항
  - 코미소 - 코미소 공항
  - 토리노 - 토리노 카셀레 공항
  - 트라파니 - 트라파니 바라기 공항
  - 트리에스테 - 프리울리 베네치아 줄리아 공항
  - 판텔레리아섬 - 판텔레리아 공항 계절편
  - 팔레르모 - 팔코네 보르셀리노 국제공항 포커스 시티
  - 페루지아 - 페루지아 움브리아 국제공항
  - 페스카라 - 페스카라 아브루초 공항
  - 플로렌스 - 플로렌스 페레톨라 공항
  - 피사 - 갈릴레오 갈릴레이 국제공항
- 키프로스
  - 라르나카 - 라르나카 국제공항 계절편

#### 동유럽
- 러시아
  - 모스크바 - 셰레메티예보 국제공항
  - 상트페테르부르크 - 풀코보 국제공항 계절편
- 불가리아
  - 소피아 - 소피아 국제공항
- 세르비아
  - 베오그라드 - 베오그라드 니콜라 테슬라 국제공항
- 우크라이나
  - 키예프 - 줄리아니 국제공항
- 체코
  - 프라하 - 프라하 바츨라프 하벨 국제공항
- 크로아티아
  - 두브로브니크 - 두브로브니크 공항 계절편
  - 스플리트 - 스플리트 공항 계절편
- 폴란드
  - 바르샤바 - 바르샤바 쇼팽 국제공항
- 헝가리
  - 부다페스트 - 부다페스트 페리 헤지 국제공항

#### 북유럽
- 덴마크
  - 코펜하겐 - 코펜하겐 카스트럽 국제공항 계절편
- 스웨덴
  - 스톡홀름 - 스톡홀름 알란다 국제공항 계절편

### 아메리카

#### 북아메리카
- 미국
  - 워싱턴 D.C. - 워싱턴 덜레스 국제공항 계절편
  - 뉴욕 - 존 F. 케네디 국제공항
  - 로스앤젤레스 - 로스앤젤레스 국제공항
  - 마이애미 - 마이애미 국제공항
  - 보스턴 - 보스턴 로건 국제공항
  - 샌프란시스코 - 샌프란시스코 국제공항
  - 시카고 - 시카고 오헤어 국제공항
- 캐나다
  - 토론토 - 토론토 피어슨 국제공항 계절편
- 멕시코
  - 멕시코시티 - 멕시코시티 국제공항

#### 남아메리카
- 브라질
  - 리우데자네이루 - 리우데자네이루 갈레앙 국제공항
  - 상파울루 - 상파울루 구아룰루스 국제공항
- 아르헨티나
  - 부에노스아이레스 - 미니스토로 피스타리니 국제공항

#### 카리브해
- 쿠바
  - 하바나 - 호세 마르티 국제공항 계절편

## 과거 취항지

### 아시아

#### 동아시아
- 대한민국
  - 서울 - 인천국제공항
- 중화인민공화국
  - 베이징 - 베이징 서우두 국제공항
  - 상하이 - 상하이 푸동 국제공항
- 일본
  - 오사카 - 간사이 국제공항
- 홍콩
  - 홍콩 - 홍콩 첵랍콕 국제공항
  - 홍콩 - 홍콩 카이탁 국제공항

#### 동남아시아
- 말레이시아
  - 쿠알라룸푸르 - 쿠알라룸푸르 국제공항
- 싱가포르
  - 싱가포르 - 싱가포르 창이 국제공항
- 인도네시아
  - 자카르타 - 수카르노 하타 국제공항
- 캄보디아
  - 프놈펜 - 프놈펜 국제공항
- 태국
  - 방콕 - 수완나품 국제공항
- 필리핀
  - 마닐라 - 니노이 아키노 국제공항

#### 남아시아
- 인도
  - 뭄바이 - 차트라파티 시바지 국제공항

#### 서남아시아
- 사우디아라비아
  - 리야드 - 킹 칼리드 국제공항
  - 제다 - 킹 압둘아지즈 국제공항
  - 다란 - 다란 국제공항
- 시리아
  - 다마스쿠스 - 다마스쿠스 국제공항
- 아랍에미리트
  - 아부다비 – 아부다비 국제공항
  - 두바이 - 두바이 국제공항
- 이라크
  - 바그다드 - 바그다드 국제공항
- 이란
  - 테헤란 - 테헤란 이맘 호메이니 국제공항
- 파키스탄
  - 카라치 - 진나 국제공항

#### 중앙아시아
- 아르메니아
  - 예레반 - 츠바르트노트 국제공항
- 조지아
  - 트빌리시 - 트빌리시 국제공항

### 아프리카

#### 북아프리카
- 리비아
  - 트리폴리 - 트리폴리 국제공항
  - 벵가지 - 베니나 국제공항
- 모로코
  - 마라케시 - 마라케시 메나라 국제공항
- 알제리
  - 오랑 - 오랑 에 세니아 공항
- 이집트
  - 룩소르 - 룩소르 국제공항
- 카보베르데
  - 살섬 - 아밀카르 카브랄 국제공항
- 튀니지
  - 제르바 - 제르바 자르지스 국제공항

#### 서아프리카
- 가나
  - 아크라 - 코토카 국제공항
- 나이지리아
  - 라고스 - 무르탈라 모하메드 국제공항
  - 카노 - 말람 카노 국제공항
- 세네갈
  - 다카르 - 레오폴 세다르 상고르 국제공항
- 앙골라
  - 루안다 - 콰트루 드 페베레이루 국제공항
- 에리트레아
  - 아스마라 - 아스마라 국제공항
- 콩고 민주 공화국
  - 킨샤사 - 킨샤사 은지리 국제공항
- 카메룬
  - 두알라 - 두알라 국제공항
- 코트디부아르
  - 아비장 - 아비장 국제공항

#### 남아프리카
- 우간다
  - 엔테베 - 엔테베 국제공항
- 탄자니아
  - 다르에스살람 - 다르에스살람 국제공항

#### 동아프리카
- 마다가스카르
  - 안타나나리보 - 이바토 국제공항
- 세이셸
  - 마헤 - 마헤 국제공항
- 소말리아
  - 모가디슈 - 아덴아데 국제공항
- 수단
  - 카르툼 - 카르툼 국제공항
- 에티오피아
  - 아디스아바바 - 볼레 국제공항
- 케냐
  - 나이로비 - 조모 케냐타 국제공항

### 유럽

#### 서유럽
- 영국
  - 런던 - 런던 개트윅 국제공항
  - 맨체스터 - 맨체스터 공항
  - 버밍엄 - 버밍엄 공항
- 프랑스
  - 리옹 - 생텍쥐페리 국제공항
  - 뮐루즈 - 바젤 뮐루즈 프라이부르크 국제공항
  - 바스티아 - 바스티아 포레타 공항
  - 보르도 - 보르도 메리냑 공항
  - 스트라스부르 - 스트라스부르 공항
  - 아작시오 - 아작시오 나폴레옹 보나파르트 공항 계절편
- 독일
  - 베를린
    - 베를린 테겔 국제공항
    - 베를린 템펠호프 공항

  - 뉘른베르크 - 뉘른베르크 공항
  - 프라이부르크 - 바젤 뮐루즈 프라이부르크 국제공항
  - 하노버 - 하노버 공항
- 아일랜드
  - 더블린 - 더블린 국제공항

#### 중유럽
- 스위스
  - 바젤 - 바젤 뮐루즈 프라이부르크 국제공항
- 오스트리아
  - 빈 - 빈 국제공항

#### 남유럽
- 그리스
  - 산토리니 - 산토리니 국제공항 계절편
- 북마케도니아
  - 스코페 - 스코페 국제공항
- 보스니아 헤르체고비나
  - 사라예보 - 사라예보 국제공항
  - 모스타르 - 모스타르 공항
- 스페인
  - 라스팔마스 - 그란 카나리아 공항
  - 빌바오 - 빌바오 공항
  - 세비야 - 세비야 공항
- 이탈리아
  - 리미니 - 페데리코 펠리니 국제공항
  - 볼자노 - 볼자노 공항
  - 살레르노 - 살레르노 공항
  - 안코나 - 안코나 팔코나라 공항
  - 알벤가 - 알벤가 공항
  - 크로토네 - 크로토네 공항
  - 파르마 - 파르마 공항
- 키프로스
  - 니코시아 - 니코시아 국제공항
- 튀르키예
  - 앙카라 - 에센보아 국제공항
  - 이스탄불 – 아타튀르크 국제공항
  - 안탈리아 - 안탈리아 공항
- 포르투갈
  - 리스본 - 리스본 포르텔라 국제공항
  - 파루 - 파루 공항

#### 동유럽
- 러시아
  - 예카테린부르크 - 콜초보 국제공항
- 루마니아
  - 부쿠레슈티 - 헨리 코안더 국제공항
  - 티미쇼아라 - 티미쇼아라 공항
- 벨라루스
  - 민스크 - 민스크 국제공항
- 우크라이나
  - 키예프 - 보리스필 국제공항
- 크로아티아
  - 자그레브 - 자그레브 국제공항
- 폴란드
  - 크라쿠프 - 크라쿠프 발리체 국제공항

#### 북유럽
- 노르웨이
  - 오슬로 - 오슬로 포르네부 공항

### 아메리카

#### 북아메리카
- 미국
  - 뉴어크 - 뉴어크 리버티 국제공항
  - 디트로이트 - 디트로이트 메트로폴리탄 웨인 카운티 국제공항
  - 애틀란타 - 하츠필드 잭슨 애틀랜타 국제공항
  - 필라델피아 - 필라델피아 국제공항
- 캐나다
  - 몬트리올 - 몬트리올 피에르 엘리오트 트뤼도 국제공항

#### 남아메리카
- 베네수엘라
  - 카라카스 - 시몬 볼리바르 국제공항
- 브라질
  - 캄피나스 - 비라코푸스 캄피나스 국제공항
  - 나타우 - 어구스토 세베로 국제공항
  - 포르탈레자 - 포르탈레자 국제공항
  - 헤시피 - 질베르토 프레이레 국제공항
- 우루과이
  - 몬테비데오 - 카라스코 국제공항
- 칠레
  - 산티아고 - 아르투로 메리노 베니테스 국제공항
- 콜롬비아
  - 보고타 - 엘도라도 국제공항
- 페루
  - 리마 - 호르헤 차베스 국제공항

#### 카리브해
- 퀴라소
  - 빌렘스타트 - 빌렘스타트 국제공항

### 오세아니아
- 오스트레일리아
  - 다윈 - 다윈 국제공항
  - 멜버른 - 멜버른 공항
  - 시드니 - 시드니 킹스포드 스미스 국제공항

1. ↑  “Alitalia's network of destinations”.